# Microscopium supercluster
De Microscopium Supercluster is een zeer ver weg gelegen supercluster in het sterrenbeeld Microscoop. De supercluster ligt zeer ver buiten het Pisces-Cetus Supercluster Complex, namelijk meer dan 7.000.000.000 lj. 